# 1776 nos Estados Unidos
Eventos nos Estados Unidos a partir do ano de 1776 - Este ano é comemorado nos Estados Unidos como o início oficial da nação, com a Declaração de Independência , emitida em 4 de julho.

## Incumbente
- Presidente do Segundo Congresso Continental: John Hancock (a partir de 2 de julho)

## Eventos

### Janeiro
- 10 de janeiro – Thomas Paine publica o panfleto O Senso Comum.[1]
- 20 de janeiro – Revolução Americana: Carolina do Sul Legalistas , liderada por Robert Cunningham assinam uma petição da prisão a concordar com todas as exigências para a paz pelo recém-formado governo do estado da Carolina do Sul.
- A 24 de janeiro
  - Revolução americana: Henry Knox chega em Cambridge, Massachusetts, com a artilharia que ele transportou a partir de Fort Ticonderoga.
  - Revolução americana: O Congresso Continental escreve a terceira e última carta para os habitantes do Canadá pedindo a Quebec para aderir à revolução.

### Fevereiro
- 27 de fevereiro – Revolução Americana: Batalha de Moore Creek Bridge: Partidários lealistas da Carolina do Norte fazem uma carga através da ponte de Moore Creek  perto de Wilmington para atacar o que eles acreditam erroneamente ser uma pequena força de rebeldes. Vários líderes lealistas são mortos na batalha que se seguiu. A vitória praticamente termina toda a autoridade Britânica na cidade.

### Março
- Março de 2-3 – Revolução Americana: Batalha de Rice Boats: após a apreensão Britânica de arroz a partir de navios da marinha mercante no Rio Savannah, a milícia da Geórgia e Carolina do Sul atacam o esquadrão Britânico no rio usando brulotes.
- 4 de março – Revolução Americana: Os norte-Americanos capturam "Dorchester Heights" dominando o porto de Boston em Massachusetts.
- 17 de março – Revolução Americana: Os Britânicos ameaçados por canhões Patriotas em Dorchester Heights, mandam evacuar Boston.
- 28 de março – Juan Bautista de Anza encontra o sítio para o Presídio de San Francisco.

### Abril
- 12 de abril – Revolução Americana: A Real Colónia da Carolina do Norte produz a Resolução de Halifax tornando-se a primeira colónia Britânica a oficialmente autorizar os seus delegados do Congresso Continental a votarem pela independência do Reino unido da Grã-Bretanha.

### Maio
- 4 de maio – Rhode Island, torna-se a primeira colónia Americana a renunciar fidelidade ao Rei Jorge III da Grã-Bretanha.

### Junho
- 7 de junho – Revolução Americana: Richard Henry Lee, da Virgínia propõe para o Congresso Continental que "estas colónias unidas são de direito e devem ser estados livres e independentes."
- 8 de junho – Revolução Americana: Batalha de Trois-Rivières: os invasores americanos são repelidos em Trois-Rivières no Quebec.
- 11 de junho – a Revolução Americana: O Congresso Continental nomeia a Comissão de Cinco para redigir a Declaração de Independência.
- 12 de junho – Revolução Americana: Declaração de Direitos de Virgínia por George Mason adotado pelos Convenção de Delegados de Vírginia.
- 15 de junho – Revolução Americana: Dia da Separação de Delaware: A Assembleia Geral de Votos de Delaware suspende o governo sob a Coroa Britânica.
- 17 de junho – O tenente José Joaquín Moraga leva um grupo de colonos do presídio de Monterey, desembarcando no dia 29 de junho e com o Padre Francisco Palóu, constroem a Missão de São Francisco de Assis ("Mission Dolores") o novo Presídio de San Francisco, o mais velho sobrevivente de construção da cidade moderna.
- 28 de junho – A Comissão de Cinco apresenta a sua Declaração da Independência dos Estados Unidos ao Congresso Continental.
- 29 de junho – Revolução Americana: Batalha de Turtle Gut Inlet – A Marinha Continental sobrepõe com êxito o bloqueio da Marinha Real Britânica nos arredores do condado de Cape May em Nova Jérsei.

### Julho
- 2 de julho – Revolução Americana: O texto final (com pequenas revisões) da Declaração da Independência dos EUA é finalizado. O Congresso Continental passa a Resolução Lee.
- 4 de julho – Revolução Americana: Declaração da Independência dos Estados Unidos. Os Estados Unidos oficialmente declaram a sua independência do Império Britânico.
- 8 de julho – Revolução Americana: O Sino da Liberdade toca durante a primeira leitura pública da Declaração de Independência.
- 9 de julho – Revolução Americana: Uma multidão na Cidade de Nova Iorque derruba a estátua equestre de George III em Bowling Green.
- 29 de julho – Francisco Silvestre Vélez de Escalante, Francisco Atanasio Domínguez, e outros oito espanhóis saíram do Santa Fé numa caminhada de mil e oitocentas milhas  através do Sudoeste Americano. Eles são os primeiros Europeus a explorar a vasta região entre as montanhas Rochosas e as Sierras.[2]

### Agosto
- 15 de agosto – Revolução Americana: Tropas da Primeira Hesse chegam a terra em Staten Island, para se juntarem com as forças Britânicas.
- 27 de agosto – Revolução Americana: Batalha de Long Island: Tropas de Washington são intercetados em Brooklyn pelos Britânicos sob o comando de William Howe.

### Setembro
- Setembro 1 – Começa a Invasão da Nação Cherokee por 6 000 tropas patriotas da Virgínia, Carolina do Norte, Carolina do Sul. As tropas destruíram trinta e seis cidades Cherokee.[3]
- 7 de setembro – Revolução Americana: o primeiro submarino de ataque  do mundo. No porto de Nova Iorque, o veículo submersível americano Tartaruga tenta colar uma bomba de tempo ao casco do navio emblemático HMS Eagle do Almirante Britânico Richard Howe.
- 11 de setembro – Revolução Americana: Os Britânicos e os norte-americanos reúnem-se na Conferência de Paz da Ilha de Staten procurando o fim a revolução. A reunião é breve e sem êxito.
- 15 de setembro – Revolução Americana: Britânicos chegam a terra em Manhattan , na baía de Kip.
- 16 de setembro – Revolução Americana: A Batalha de Harlem Heights é travada, e vencida, tornando-se a primeira vitória de Washington no campo de batalha.
- 22 de setembro – Revolução Americana: Nathan Hale é executado por espionagem na cidade de Nova Iorque.

### Outubro

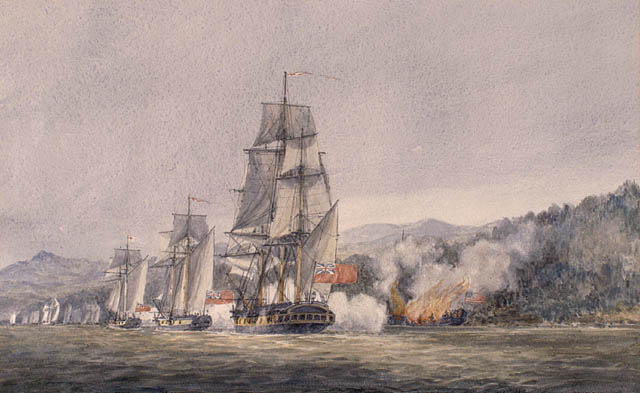
11 de outubro: Batalha da Ilha de Valcour

- 9 de outubro – O Padre Francisco Palou funda a Missão de San Francisco de Assis em o que é agora, San Francisco na Califórnia.
- 11 de outubro – Revolução Americana: Batalha da Ilha de Valcour: No Lago Champlain, perto de da Ilha de Valcour, uma frota Britânica liderada por Sir Guy Carleton derrota 15 canhoneiras americanas comandadas pelo Brigadeiro-General Benedict Arnold. Apesar de quase todos os navios de Arnold serem destruídos, os dois longos dias de batalha vai dar tempo suficiente às forças Patriotas para preparar as defesas da cidade de Nova Iorque.
- 28 de outubro – Revolução Americana: Batalha de White Plains: Forças Britânicas chegam a White Plains para atacar e capturar Chatterton Hill dos norte americanos.
- 31 de outubro – No seu primeiro discurso perante Parlamento Britânico desde a Declaração da Independência no verão, o Rei Jorge III reconhece que nem tudo está a correr bem para a Grã-Bretanha na guerra com os Estados Unidos.

### Novembro
- Novembro 10-28 – Revolução Americana: Batalha de Fort Cumberland.
- 16 de novembro – Revolução Americana: Batalha de Forte Washington – Forças Hesse sob o Tenente-General Wilhelm von Knyphausen capturam  o Fort Washington (Manhattan) do Exército Continental americano.
- 20 de novembro – Revolução Americana: Batalha de Fort Lee – A invasão de Nova Jérsia pelos Britânicos e forças Hesse e subsequente retirada geral do Exército Continental.

### Dezembro

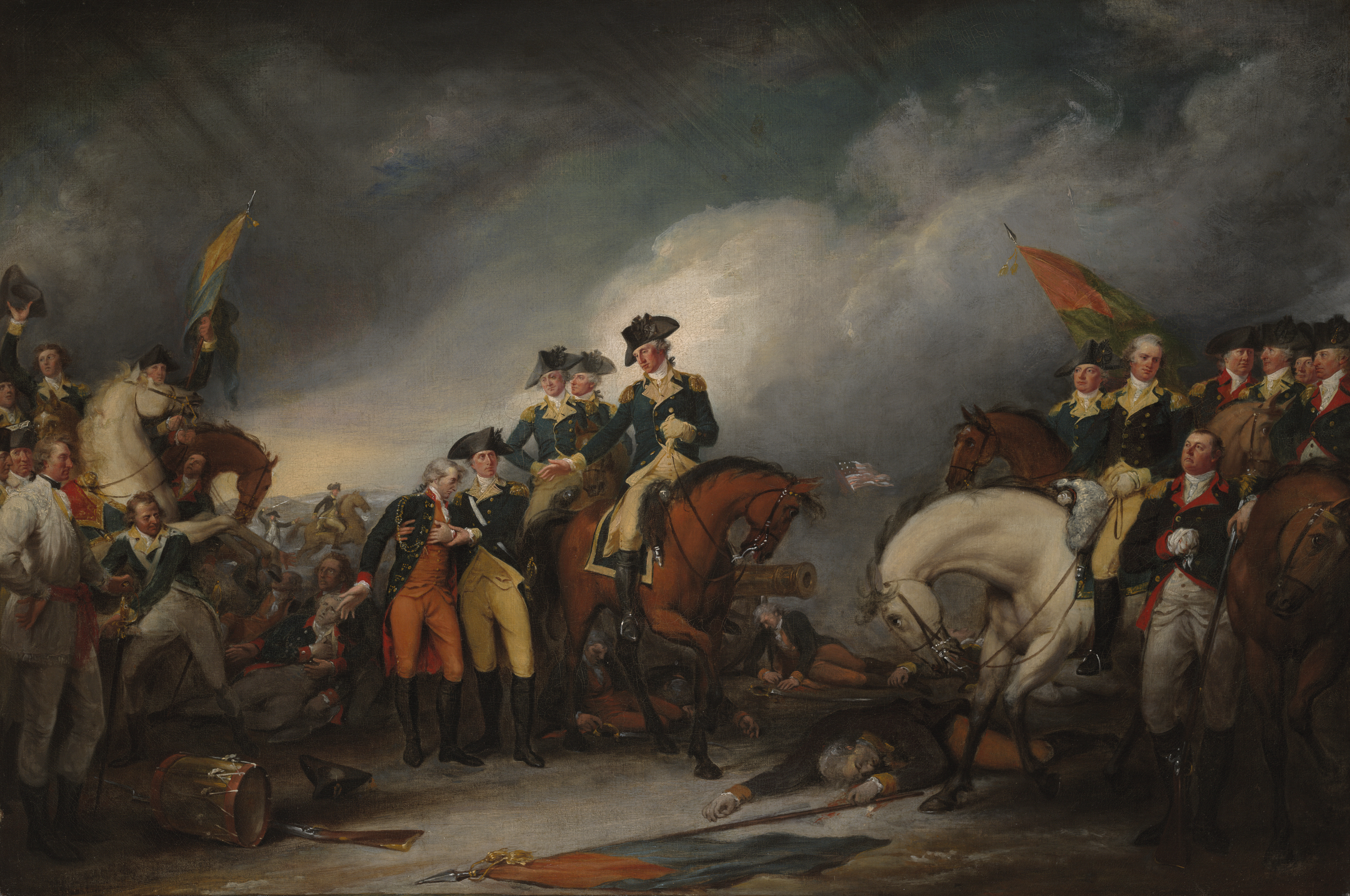
A Captura da Hessians em Trenton, 26 de dezembro de 1776
por John Trumbull

- 7 de dezembro – Revolução Americana: O Marquês de Lafayette faz tentativas de se introduzir aos militares norte americanos como um general.
- 14 de dezembro – Revolução Americana: a emboscada de Geary
- 21 de dezembro – Revolução Americana: A Real Colónia da Carolina do Norte reorganiza o estado da Carolina do Norte após a adoção da sua própria constituição. Richard Caswell, torna-se o primeiro governador do recém-formado estado.
- Dezembro 22-23 – Revolução Americana: Batalha de Iron Works Hill.
- 23 de dezembro – Revolução Americana: Thomas Paine, que acompanhava com Washington e suas tropas, começa a publicar A Crise Americana, contendo a frase agitadora, "Estas são os tempos que tentam a salvação dos homens."
- 25 de dezembro – Revolução Americana: George Washington atravessando o Rio Delaware: O general George Washington dá ordens para que a primeira edição do livro A Crise Americana seja lida para as suas tropas na Véspera de Natal, na altura pelas 18 horas. todos os 2.600 do conjunto marcham para McKonkey's Ferry, atravessam o Rio Delaware e chegam a terra na costa de Jérsia às 3 horas da manhã
- 26 de dezembro – Revolução Americana: Batalha de Trenton: Pelas 8 horas as tropas de Washington surpreendem 1500 tropas de Hesse sob o comando do Coronel Johann Rall, nos arredores de Trenton e conseguem uma vitória, fazendo 948 prisioneiros, e sofreram apenas 5 feridos.

### Permanente
- Guerra de Independência dos Estados Unidos (1775-1783)

## Nascimentos

### Janeiro–Junho
- 1 de janeiro – James M. Broom, político (falecido em 1850)
- Janeiro 2 – Jeremias Chaplin, Reformado, teólogo Batista (falecido em 1841)
- 16 de janeiro – Matthew Brown, presidente da faculdade (falecido em 1853)
- 21 de janeiro – Eliseu Haley, político (falecido em 1860)
- 24 de janeiro – Pedro A. Jay, político (falecido em 1843)
- 26 de fevereiro – Innis Green, o congressista para a Pensilvânia (falecido em 1839)
- 1 de março
  - John Collins, o fabricante e o político (falecido em 1822)
  - Elias Moore, Americano nascido político (falecido em 1847, no Canadá)
- 3 de março – James Parker, político (falecido em 1868)
- 5 de março – Gerard Troost, mineralogista (falecido em 1850)
- 8 de março
  - David Rogerson Williams, político, (falecido em 1830)
  - Samuel Tweedy, político (falecido em 1868)
- 17 de março – Joel Abbot, político (falecido em 1826)
- 19 de março – Filemom Beecher, político (falecido em 1839)
- 20 de março – Josué Bates, educador (falecido em 1854)
- 6 de abril – Jesse Bledsoe, o Senador de Kentucky, de 1813 a 1814 (falecido em 1836)
- 25 de abril – James Miller, político e militar geral (falecido em 1851)
- 5 de maio – Valentine Efner, político (falecido em 1865)
- 6 de maio – Rensselaer Westerlo, político (falecido em 1851)
- 13 de maio – Jett Thomas, milícia geral (falecido em 1817)
- 17 de maio – Amos Eaton, naturalista e pioneiro da educação científica (falecido em 1842)
- 18 de maio – Dennis Pennington, político (falecido em 1854)
- 31 de maio – José Antonio de la Garza, prefeito (falecido em 1851)
- 4 de junho – Isaac B. Van Houten, político (falecido em 1850)
- 6 de junho – William Reed, político (falecido em 1837)
- 19 de junho – Francis Johnson, o congressista (falecido em 1842)
- 23 de junho – Stephen Longfellow, político (falecido em 1849)

### Julho–Dezembro
- 1 de julho – Samuel Thatcher, político, (falecido em 1872)
- 4 de julho – Ethan Allen Brown, político, (falecido em 1852)
- 5 de julho
  - Daniel Dobbins, capitão no Serviço de Finanças Cutter dos E.U.A (falecido em 1856)
  - Bernard Smith, político, (falecido em 1835)
- 10 de julho – Samuel Powell, político, (falecido em 1841)
- 29 de julho – James McSherry, político, (falecido em 1849)
- 13 de agosto – Abraham Shepherd, político, (falecido em 1847)
- 21 de agosto – Joseph Healy, político, (falecido em 1861)
- 26 de agosto – Henry A. Livingston, político, (falecido em 1849)
- 1 de setembro – Ezekiel Bacon, político, (falecido em 1870)
- 4 de setembro – Stephen Whitney, merchant (falecido em 1860)
- 9 de setembro – Parmenio Adams, político, (falecido em 1832)
- 15 de setembro
  - William Baylies, político, (falecido em 1865)
  - Calvin Willey, Senador dos E.U. representando o estado de Connecticut entre 1825 a 1831 (falecido em 1858)
- 17 de setembo – Langdon Cheves, político, (falecido em 1857)
- 18 de outubro – Cowles Mead, político, (falecido em 1844)
- 20 de outubro
  - George M. Bibb, Senador dos E.U. de Kentucky entre 1811 a 1814 (falecido em 1859)
  - John Hahn, político, (falecido em 1823)
- 31 de outubro – Francis Locke, político, (falecido em 1823)
- 1 de novembro – Abraham McClellan, político, (falecido em 1851)
- 7 de novembro – Bartow White, político, (falecido em 1862)
- 10 de novembro
  - Samuel Gross, político, (falecido em 1839)
  - General Washington Johnston, político, (falecido em 1833)
- 1 de dezembro
  - Elijah H. Mills, político, (falecido em 1829)
  - Isaac Lacey, político, (falecido em 1844)
- 7 de dezembro – Reuben Whallon, político, (falecido em 1843)
- 8 de dezembro – William Logan, Senador dos E.U. de Kentucky entre 1819 a 1820 (falecido em 1822)
- 10 de dezembro – David Marchand, político, (falecido em 1832)
- 13 de dezembro – James Hawkes, congressista (falecido em 1865)
- 25 de dezembro – John Slater, empresário (falecido em 1843)
- 30 de dezembro – William Drayton, político, (falecido em 1846)

## Mortes
- 26 de março – Samuel Ward, político (nascido em 1725)
- 30 de março – Jonathan Belcher, advogado, chefe de justiça, e vice-governador de Nova Scotia (nascido em 1710)
- 1 de agosto – Francis Salvador, patriota (nascido em 1747)
- 22 de setembro – Nathan Hale, espião (nascido em 1755; executado)
- 27 de dezembro – Johann Rall, coronel Hesse (nascido em c. 1726)